# Ferrokinoshitalite
La ferrokinoshitalite è un minerale appartenente al gruppo delle miche fragili.

## Etimologia
Prende il nome dal contenuto prevalente in ferro e dalla kinoshitalite